# Secretos de familia
Secretos de familia est une telenovela mexicaine diffusée entre le 13 mai 2013 et le 4 octobre 2013 sur Azteca 13.

## Acteurs et personnages
- Anette Michel : Cecilia Ventura
- Sergio Basáñez : Maximiliano Miranda
- Ofelia Medina : Nora vda. de Ventura
- Hugo Stiglitz : Eduardo Ventura †
- Luis Ernesto Franco : Andrés Ventura
- Fran Meric : Sandra Ventura
- Héctor Arredondo : Leonardo Ventura
- Alberto Cassanova : Daniel Ventura
- Ariana Ron Pedique : Monica de Ventura
- Martín Altomaro : Roberto
- Ángela Fuste : Patricia Mendoza de Miranda
- Patricia Bernal : Karina Álvarez
- Juan Pablo Medina : Juan Pablo
- Bárbara del Regil : Sofía Ventura Álvarez
- Francisco Angelini : Tomás
- Luis Miguel Lombana : Raúl
- Guillermo Larrea : Enrique
- Paloma Woolrich : Elba
- Nubia Martí : Evangelina
- Concepción Gómez : Nieves
- Natalia Farías : Diana
- Mauricio Valle
- Guillermo Quintanilla : David
- Rodrigo Cachero : Sebastián Cruz
- Héctor Bonilla : Manuel
- Gina Moret
- Gloria Stálina : Marisol
- Fernando Becerril : Rogelio
- Jesús Vargas
- Gala Montes : Julieta Miranda
- Ivana : María Ventura
- Marlon Virdat : Luis Ventura
- Adrián Herrera : Santiago Miranda
- Claudia Mollinedo : Coco

## Diffusion internationale
- Azteca 13
- Azteca America

## Autres versions
- Brothers and Sisters (ABC, 2006-2011), créé par Jon Robin Baitz

### Sources
- (es) Cet article est partiellement ou en totalité issu de l’article de Wikipédia en espagnol intitulé « Secretos de familia (telenovela mexicana) » (voir la liste des auteurs).